# Ахмед Ахмедов (политик)
Ахмед Реджебов Ахмедов е български политик и инженер от ДПС. Народен представител от Движението за права и свободи в XLIII, XLIV, XLV, XLVI, XLVII, XLVIII и XLIX народно събрание. От 2003 г. до 2014 г. е кмет на община Цар Калоян. През 2016 г. е избран заместник-председател на ДПС.

## Биография
Ахмед Ахмедов е роден на 17 юли 1974 г. в град Цар Калоян, Народна република България. Завършва СПТУ по керамика и стъкло в Разград, а след това висше в Русенски университет.